# Gennevilliers
Gennevilliers – miejscowość i gmina we Francji, w regionie Île-de-France, w departamencie Hauts-de-Seine. Przez miejscowość przepływa Sekwana.
Według danych na rok 2012 gminę zamieszkiwało 42 919 osób, a gęstość zaludnienia wynosiła 3 687 osób/km². Wśród 1287 gmin regionu Île-de-France Gennevilliers plasuje się na 295. miejscu pod względem powierzchni.
W mieście znajduje się stacja kolejowa Gare de Gennevilliers.

## Miasta partnerskie
- Ostrowiec Świętokrzyski, Polska
- Imola, Włochy
- Birkenhead, Wielka Brytania
- Wirral, Wielka Brytania
- Hochelaga-Maisonneuve, Kanada

Położenie Gennevilliers w ramach aglomeracji paryskiej

- Bergkamen, Niemcy